# Östergötlands runinskrifter N276
Östergötlands runinskrifter N276 är ett fragment av en runristad gravhäll, en lockhäll av kalksten. Det har tidigare funnits i Sankta Ingrids kloster i Skänninge, men förvaras idag (2009) tillsammans med ett par andra gravhällsobjekt i stadens rådhus. Längs de två kanter som tillhört hällens långsidor finns runor, av vilka många dock är kraftigt skadade. På hällens mittyta finns ornamentala ristningar. 

## Translitterering
I translittererad form lyder inskriften:
...(i)sola... ...s : ia----(r)...